# Jessie Mei Li
Jessica Mei Li (Brighton, Sussex Oriental, Inglaterra; 27 de agosto de 1995), conocida como Jessie Mei Li, es una actriz británica. Es conocida por interpretar a Alina Starkov en la serie de fantasía de Netflix Shadow and Bone. Apareció en la adaptación teatral de la película All About Eve y en 2021 tendrá un papel en la película Last Night in Soho de Edgar Wright.

## Primeros años
Nació en Brighton y creció en Redhill, Surrey. Su madre es inglesa y su padre es chino, además tiene un hermano mayor. Li asistió al Colegio Reigate. Comenzó a estudiar idiomas en la universidad, pero la abandonó. Mientras trabajaba con niños con necesidades especiales, se unió al National Youth Theatre en 2015 y se capacitó a tiempo parcial en la Identity School of Acting entre 2016 y 2017. Actualmente vive en Brístol. Contó que de adulta fue diagnosticada con TDAH.

## Carrera
Su debut teatral fue en febrero de 2019 con el papel de Claudia Casswell en la obra All About Eve en el Teatro Noël Coward, junto a Gillian Anderson y Lily James. La producción también fue transmitida internacionalmente a través del National Theatre Live.
Fue elegida para el papel de Lara Chung en la película de Edgar Wright, Last Night in Soho.
En octubre de 2019, obtuvo el papel principal en la serie de Netflix Shadow and Bone para interpretar a Alina Starkov en una adaptación de la serie de libros de fantasía Sombra y Hueso y Seis de Cuervos, escritos por Leigh Bardugo. La primera temporada fue lanzada el 23 de abril de 2021.

## Filmografía

### Cine
| Cine | Cine                 | Cine       | Cine         |
| Año  | Título               | Rol        | Notas        |
| ---- | -------------------- | ---------- | ------------ |
| 2018 | Together, They Smoke | Rose       | Cortometraje |
| 2019 | Travelooper          | Kiera      | Cortometraje |
| 2021 | Last Night in Soho   | Lara Chung | Largometraje |
| TBA  | Pork Scratchings     | Ericka     | Cortometraje |
| TBA  | Kukeri               |            |              |
| 2025 | Havoc                |            |              |

### Televisión
| Televisión | Televisión       | Televisión      | Televisión            |
| Año        | Título           | Rol             | Notas                 |
| ---------- | ---------------- | --------------- | --------------------- |
| 2019       | Locked Up Abroad | Christina Jocko | Episodio: «Panamania» |
| 2021       | Shadow and Bone  | Alina Starkov   | Papel principal       |

### Videos musicales
| Año  | Canción                    | Artista        | Notas             |
| ---- | -------------------------- | -------------- | ----------------- |
| 2018 | «A Thousand Ringing Bells» | Uri Sade       |                   |
| 2021 | «Three Weeks»              | James Humphrys | También codirigió |

### Teatro
| Año  | Título        | Rol              | Notas              |
| ---- | ------------- | ---------------- | ------------------ |
| 2019 | All About Eve | Claudia Casswell | Teatro Noël Coward |